# Rx index — Довідник еквівалентності лікарських засобів
«Rx index — Довідник еквівалентності лікарських засобів» — спеціалізоване медичне видання, в якому у вигляді таблиць систематизовано інформацію про терапевтичну еквівалентність оригінальних та генеричних препаратів в Україні (понад 10 тис.). Створений авторським колективом за редакцією професорів І. А. Зупанця та В. П. Черниха. Виданий у видавництві «Фармацевт практик».

## Структура довідника
Довідник Rx index створений з метою зібрати дані по еквівалентності генеричних препаратів в Україні. Він побудований за анатомо-терапевтично-хімічною класифікацією. Це перший український аналог «Помаранчевої книги» (Orange Book у США) і єдиний станом на 2020 рік. Довідник ділить ліки на чотири категорії: 
А (оригінальний інноваційний препарат);
В (генерик);
С (ліки з добре вивченим медичним застосуванням та/або традиційні (рослинні) ліки);
D (окремі типи медпрепаратів, до яких застосовуються спеціальні вимоги при реєстрації в Україні).
У Rx index наведено основні показання, спосіб застосування та дози, протипоказання до призначення лікарських засобів. Також надано інформацію про виробника лікарського препарату, форму випуску та умови відпуску з аптеки.

## Використання
Довідник еквівалентності лікарських засобів використовується під час пошуку ліків і їх аналогів, виписуванні рецептів, уточненні інформації щодо особливостей дозування препаратів. У разі відсутності необхідного препарату в аптеці, працівник аптеки може швидко відшукати оптимальну заміну. У вересні 2020 року начальник Держлікслужби у Чернівецькій області Олеся Блажієвська стверджувала, що біоеквівалентність (відповідність) генеричних препаратів до оригінальних в Україні під сімома замками, але закордонний ресурс Orange Book та схоже українське видання  Rx index допомагають медичним працівникам правильно вибрати між оригінальними і похідними (генериками) ліками.
Дані Rx index використовуються в наукових дослідженнях як українське джерело про  терапевтичну еквівалентність та/або біоеквівалентність лікарських засобів, поряд з американською «Помаранчевою книгою» і протоколами Європейської медичної агенції (European Medicines Agency). Також довідник еквівалентності використовуються в аудитах ефективності використання державних коштів на відшкодування вартості медпрепаратів для лікування окремих захворювань.

## Видання
- 2016 — перше видання
- 2020 — четверте видання.[3]